# 科爾多瓦 (北卡羅萊納州)
科爾多瓦（英語：Cordova）是位於美國北卡羅萊納州里奇蒙縣的普查規定居民點。

## 人口
根據2020年美國人口普查的數據，科爾多瓦的面積為5.57平方千米，當中陸地面積為5.51平方千米，而水域面積為0.05平方千米。當地共有人口1653人，而人口密度為每平方千米296.77人。